# Lista dos deputados federais de Santa Catarina - 56ª legislatura (2019 – 2023)
Lista dos deputados federais de Santa Catarina - 56ª legislatura (2019 – 2023), eleitos em 7 de outubro de 2018.
| Nº | Deputado                    | Partido                                        | Votos   | Observação |
| -- | --------------------------- | ---------------------------------------------- | ------- | ---------- |
| 1  | Hélio Costa                 | Partido Republicano Brasileiro (PRB)           | 179.307 |            |
| 2  | Daniel Freitas              | Partido Social Liberal (PSL)                   | 142.569 |            |
| 3  | Pedro Uczai                 | Partido dos Trabalhadores (PT)                 | 114.743 |            |
| 4  | Caroline de Toni            | Partido Social Liberal (PSL)                   | 109.363 |            |
| 5  | Geovânia de Sá              | Partido da Social Democracia Brasileira (PSDB) | 101.937 |            |
| 6  | Carlos Chiodini             | Movimento Democrático Brasileiro (MDB)         | 97.613  |            |
| 7  | Fabio Schiochet             | Partido Social Liberal (PSL)                   | 87.345  |            |
| 8  | Angela Amin                 | Progressistas (PP)                             | 86.189  |            |
| 9  | Carmen Zanotto              | Partido Popular Socialista (PPS)               | 84.692  |            |
| 10 | Celso Maldaner              | Movimento Democrático Brasileiro (MDB)         | 80.086  |            |
| 11 | Peninha                     | Movimento Democrático Brasileiro (MDB)         | 76.925  |            |
| 12 | Darci de Matos              | Partido Social Democrático (PSD)               | 68.130  |            |
| 13 | Ricardo Guidi               | Partido Social Democrático (PSD)               | 61.830  |            |
| 14 | Luiz Armando Schroeder Reis | Partido Social Liberal (PSL)                   | 60.069  |            |
| 15 | Rodrigo Coelho              | Partido Socialista Brasileiro (PSB)            | 43.314  |            |
| 16 | Gilson Marques              | Partido Novo (Novo)                            | 27.443  |            |